# 贾森·克拉姆
贾森·克拉姆（英語：Jason Cram，1982年7月21日—），澳大利亚男子游泳运动员。他曾代表澳大利亚参加2002年英联邦运动会游泳比赛，获得男子4×200米自由泳接力金牌。